# Junta de Orientação dos Estudos
A Junta de Orientação dos Estudos foi um organismo criado pelo Decreto n.º 9332, de 29 de Dezembro de 1923, por iniciativa de António Sérgio, então Ministro da Instrução Pública, que se destinava ao "desenvolvimento da cultura crítica da mocidade, a dar bolsas de estudo no estrangeiro, a criar institutos de investigação científica onde trabalhem depois os seus bolseiros". Foi o primeiro esforço feito no século XX para fomentar a investigação científica em Portugal. A instabilidade política da Primeira República Portuguesa e a falta de verbas levaram a que a Junta de Orientação de Estudos nunca chegasse verdadeiramente a funcionar. Foi sucedida em 1929 pela Junta de Educação Nacional criada pelo Decreto n.º 16 381, de 16 de Janeiro de 1929.

## Historial
No ano de 1921, numa conferência realizada na Faculdade de Ciências, Luís Simões Raposo defende a criação de uma residência de estudantes associada a uma Junta autónoma organizada à semelhança da espanhola "Junta para Ampliación de Estudios y Investigaciones Cientificas". Desta iniciativa resultou apenas a criação de uma Junta privada, designada por Junta de Educação, mas quando a 21 de Junho de 1923 é apresentado o Estatuto da Educação Nacional, de João Camoesas, dele já consta o projecto de criação de uma Junta Nacional de Fomento das Actividades Sociais e Investigações Científicas.
O organismo proposto surge finalmente, criado pelo Decreto n.º 9332, de 29 de Dezembro de 1923, que estabelecia no Ministério da Instrução Pública um organismo técnico permanente, que se denominaria Junta de Orientação dos Estudos. Contudo a crónica instabilidade política da Primeira República, que vivia os seus anos finais, impediu que o projecto vingasse e em 1924 a Junta ainda não funcionava.
A queda do regime em 28 de Maio de 1926 interrompeu o processo, mas ficou um importante acervo do ponto de vista do pensamento e da cultura que antecipava nitidamente realizações posteriores, nomeadamente a Junta de Educação Nacional e os organismos que a sucederam.